# Gyrinus pugionis
Gyrinus pugionis är en skalbaggsart som beskrevs av Henry Clinton Fall. Gyrinus pugionis ingår i släktet Gyrinus och familjen virvelbaggar. Inga underarter finns listade i Catalogue of Life.